# 11409 Horkheimer
11409 Horkheimer este un asteroid din centura principală de asteroizi. Are un diametru de aproximativ 15 km. Asteroidul de tip C a fost numit după comunicatorul de știință american Jack F. Horkheimer.

## Descriere
11409 Horkheimer este un asteroid din centura principală de asteroizi. A fost descoperit pe 19 martie 1999 la Stația Anderson Mesa (din apropierea Flagstaff, Arizona) în cadrul programului LONEOS. Asteroidul prezintă o orbită caracterizată de o semiaxă mare de 3,19 ua, o excentricitate de 0,12 și o înclinație de 2,3° în raport cu ecliptica. Horkheimer are o magnitudine absolută de 12,8.

## Denumire
Această planetă minoră a fost numită după Jack F. Horkheimer (1938–2010), director al Planetariului fostului Muzeu de Științe din Miami, care a fost creatorul și gazda programului de televiziune Jack Horkheimer: Star Gazer. Citarea oficială a denumirii a fost publicată de Minor Planet Center la 9 ianuarie 2001 (M.P.C. 41938).